# Choi
Choi (danh pháp khoa học: Calophyllum touranense) là một loài thực vật có hoa trong họ Calophyllaceae. Loài này được Gagnep. ex P.F.Stevens mô tả khoa học đầu tiên năm 1980.